# Catharsius pseudocongolensis
Catharsius pseudocongolensis är en skalbaggsart som beskrevs av Ferreira 1963. Catharsius pseudocongolensis ingår i släktet Catharsius och familjen bladhorningar. Inga underarter finns listade.